# Cantone di Faucogney-et-la-Mer
Il Cantone di Faucogney-et-la-Mer era una divisione amministrativa dell'arrondissement di Lure.
A seguito della riforma approvata con decreto del 17 febbraio 2014, che ha avuto attuazione dopo le elezioni dipartimentali del 2015, è stato soppresso.

## Composizione
Comprendeva i comuni di:
- Amage
- Amont-et-Effreney
- Beulotte-Saint-Laurent
- La Bruyère
- Corravillers
- Esmoulières
- Faucogney-et-la-Mer
- Les Fessey
- La Longine
- La Montagne
- La Proiselière-et-Langle
- Raddon-et-Chapendu
- La Rosière
- Saint-Bresson
- Sainte-Marie-en-Chanois
- La Voivre